# Österreichische Handballmeisterschaft (Männer) 2021/22
Die 61. Saison der Österreichischen Handballmeisterschaft beginnt im September 2021. Der amtierende Meister der Saison 2020/21 ist der Alpla HC Hard.

## Handball Liga Austria
In der höchsten Spielklasse, der Handball Liga Austria, sind zwölf Teams vertreten. Die Meisterschaft wird in mehrere Phasen gegliedert. In der Hauptrunde spielen alle Teams eine einfache Hin- und Rückrunde gegen jeden Gegner. Danach wird die Liga in zwei Gruppen geteilt.
Die ersten acht Teams spielen dann direkt das Viertelfinale, in dem sie sich für das Halbfinale und darüber für das Ligafinale qualifizieren können. Die restlichen vier Mannschaften spielen  ein Playoff um den Klassenerhalt.

## Hauptrunde
| Pl.                                | Verein                         | Sp. | S  | U | N  | Tore      | Diff. | Punkte |
| ---------------------------------- | ------------------------------ | --- | -- | - | -- | --------- | ----- | ------ |
| 1.                                 | Handballclub Fivers Margareten | 22  | 17 | 1 | 4  | 0701:6370 | +64   | 35     |
| 2.                                 | Alpla HC Hard (M)              | 22  | 15 | 4 | 3  | 0639:5520 | +87   | 34     |
| 3.                                 | Bregenz Handball               | 22  | 15 | 3 | 4  | 0676:5770 | +99   | 33     |
| 4.                                 | UHK Krems                      | 22  | 15 | 3 | 4  | 0680:5960 | +84   | 33     |
| 5.                                 | SG Handball Westwien           | 22  | 13 | 3 | 6  | 0649:5830 | +66   | 29     |
| 6.                                 | HC Linz AG                     | 22  | 13 | 0 | 9  | 0649:5830 | +66   | 26     |
| 7.                                 | Handball Tirol                 | 22  | 10 | 2 | 10 | 0604:5820 | +22   | 22     |
| 8.                                 | HSG Graz                       | 22  | 9  | 1 | 12 | 0655:7010 | −46   | 19     |
| 9.                                 | BT Füchse (A)                  | 22  | 5  | 3 | 14 | 0560:6150 | −55   | 13     |
| 10.                                | SC Ferlach                     | 22  | 3  | 2 | 17 | 0564:6430 | −79   | 8      |
| 11.                                | JAGS Vöslau (A)                | 22  | 2  | 3 | 17 | 0547:6890 | −142  | 7      |
| 12.                                | HSG Bärnbach/Köflach           | 22  | 2  | 1 | 19 | 0534:6620 | −128  | 5      |
| Quelle: ÖHB, Stand: 12. April 2022 |                                |     |    |   |    |           |       |        |

|     | Viertelfinale                    |
|     | Abstiegs Playoff                 |
| (M) | Meister der letzten Saison       |
| (A) | Aufsteiger aus der HLA Challenge |

### Torschützenliste Hauptrunde
| Platzierung | Spieler            | Verein                         | Position                     | Spiele | Tore | 7-Meter | Feldtore |
| ----------- | ------------------ | ------------------------------ | ---------------------------- | ------ | ---- | ------- | -------- |
| 1           | Lucijan Fižuleto   | HC Linz AG                     | Rückraum Mitte               | 22     | 202  | 46/56   | 156      |
| 2           | Nemanja Beloš      | HSG Graz                       | Rückraum links               | 21     | 160  | 23/28   | 139      |
| 3           | Mikhail Vinogradov | Bregenz Handball               | Rückraum links               | 21     | 144  | 14/20   | 130      |
| 4           | Julian Pratschner  | SG Handball Westwien           | Linksaußen                   | 22     | 136  | 43/57   | 93       |
| 5           | Eric Damböck       | Handballclub Fivers Margareten | Linksaußen                   | 22     | 118  | 2/4     | 116      |
| 5           | Srđan Predragović  | Alpla HC Hard                  | Rückraum rechts / Restsaußen | 22     | 118  | 33/44   | 85       |
| 7           | Ante Ešegović      | Bregenz Handball               | Rückraum rechts              | 16     | 114  | 58/70   | 56       |
| 8           | Mislav Nenadić     | HSG Bärnbach/Köflach           | Rückraum rechts              | 22     | 107  | 4/6     | 103      |
| 9           | Christian Hallmann | HSG Graz                       | Kreis                        | 22     | 105  | 0/0     | 105      |
| 10          | Dejan Babić        | HC Linz AG                     | Kreis                        | 22     | 103  | 0/0     | 103      |

## Finalserie

### Finalserie-Baum
| Viertelfinale | Viertelfinale                  | Viertelfinale |      |                                | Halbfinale | Halbfinale | Halbfinale |  |  | Finale | Finale | Finale |
|               |                                |               |      |                                |            |            |            |  |  |        |        |        |
| OPL1          | Handballclub Fivers Margareten | 2             |      |                                |            |            |            |  |  |        |        |        |
| OPL8          | HSG Graz                       | 0             |      |                                |            |            |            |  |  |        |        |        |
| OPL8          | HSG Graz                       | 0             | OPL1 | Handballclub Fivers Margareten | 1          |            |            |  |  |        |        |        |
|               |                                |               | OPL1 | Handballclub Fivers Margareten | 1          |            |            |  |  |        |        |        |
|               | OPL4                           | UHK Krems     | 2    |                                |            |            |            |  |  |        |        |        |
| OPL4          | OPL4                           | UHK Krems     | 2    | UHK Krems                      | 2          |            |            |  |  |        |        |        |
| OPL4          |                                |               |      | UHK Krems                      | 2          |            |            |  |  |        |        |        |
| OPL5          | SG Handball Westwien           | 0             |      |                                |            |            |            |  |  |        |        |        |
| OPL5          | SG Handball Westwien           | 0             | OPL4 | UHK Krems                      | 2          |            |            |  |  |        |        |        |
|               |                                |               |      | UHK Krems                      | 2          |            |            |  |  |        |        |        |
|               | OPL2                           | Alpla HC Hard | 0    |                                |            |            |            |  |  |        |        |        |
| OPL2          | OPL2                           | Alpla HC Hard | 0    | Alpla HC Hard                  | 2          |            |            |  |  |        |        |        |
| OPL2          |                                |               |      | Alpla HC Hard                  | 2          |            |            |  |  |        |        |        |
| OPL7          | Handball Tirol                 | 1             |      |                                |            |            |            |  |  |        |        |        |
| OPL7          | Handball Tirol                 | 1             | OPL2 | Alpla HC Hard                  | 2          |            |            |  |  |        |        |        |
|               |                                |               | OPL2 | Alpla HC Hard                  | 2          |            |            |  |  |        |        |        |
|               | OPL6                           | HC Linz AG    | 0    |                                |            |            |            |  |  |        |        |        |
| OPL3          | OPL6                           | HC Linz AG    | 0    | Bregenz Handball               | 1          |            |            |  |  |        |        |        |
| OPL3          |                                |               |      | Bregenz Handball               | 1          |            |            |  |  |        |        |        |
| OPL6          | HC Linz AG                     | 2             |      |                                |            |            |            |  |  |        |        |        |

### HLA Viertelfinale
Für das Viertelfinale sind die ersten Acht Teams des Grunddurchgangs qualifiziert. Wobei die Top Vier ihrer Platzierung nach Gegner auswählen dürfen. Gespielt wird alles in Best of three Serien, die Sieger des Viertelfinales ziehen in das Halbfinale ein.
| Handballclub Fivers Margareten (OPL1) – HSG Graz (OPL8) | Handballclub Fivers Margareten (OPL1) – HSG Graz (OPL8) | Handballclub Fivers Margareten (OPL1) – HSG Graz (OPL8) | Handballclub Fivers Margareten (OPL1) – HSG Graz (OPL8) |
| ------------------------------------------------------- | ------------------------------------------------------- | ------------------------------------------------------- | ------------------------------------------------------- |
| 23. April                                               | Handballclub Fivers Margareten 10 Haunold               | 37 : 21 ( 22 : 10 )                                     | HSG Graz 4 Jensterle, Offner                            |
| 27. April                                               | HSG Graz 10 Beloš, Offner                               | 33 : 35 ( 15 : 17 )                                     | Handballclub Fivers Margareten 7 Damböck                |
| Endstand in der Serie: 2:0                              |                                                         |                                                         |                                                         |

| Alpla HC Hard (OPL2) – Handball Tirol (OPL7) | Alpla HC Hard (OPL2) – Handball Tirol (OPL7) | Alpla HC Hard (OPL2) – Handball Tirol (OPL7) | Alpla HC Hard (OPL2) – Handball Tirol (OPL7) |
| -------------------------------------------- | -------------------------------------------- | -------------------------------------------- | -------------------------------------------- |
| 23. April                                    | Alpla HC Hard 6 Raschle, Predragović         | 26 : 25 ( 10 : 13 )                          | Handball Tirol 9 Medić                       |
| 27. April                                    | Handball Tirol 12 Medić                      | 32 : 19 ( 16 : 11 )                          | Alpla HC Hard 5 Schnabl                      |
| 30. April                                    | Alpla HC Hard 7 Antanavičius, Horvat         | 36 : 29 ( 16 : 14 )                          | Handball Tirol 6 Spendier, Miskovez          |
| Endstand in der Serie: 2:1                   |                                              |                                              |                                              |

| Bregenz Handball (OPL3) – HC Linz AG (OPL6) | Bregenz Handball (OPL3) – HC Linz AG (OPL6) | Bregenz Handball (OPL3) – HC Linz AG (OPL6) | Bregenz Handball (OPL3) – HC Linz AG (OPL6) |
| ------------------------------------------- | ------------------------------------------- | ------------------------------------------- | ------------------------------------------- |
| 22. April                                   | Bregenz Handball 10 Winogradow              | 30 : 25 ( 17 : 10 )                         | HC Linz AG 9 Kislinger                      |
| 26. April                                   | HC Linz AG 9 Fižuleto                       | 32 : 31 ( 16 : 18 )                         | Bregenz Handball 9 Winogradow               |
| 29. April                                   | Bregenz Handball 6 Ešegović                 | 26 : 28 ( 11 : 14 )                         | HC Linz AG 7 Babić                          |
| Endstand in der Serie: 1:2                  |                                             |                                             |                                             |

| UHK Krems (OPL4) – SG Handball Westwien (OPL5) | UHK Krems (OPL4) – SG Handball Westwien (OPL5) | UHK Krems (OPL4) – SG Handball Westwien (OPL5) | UHK Krems (OPL4) – SG Handball Westwien (OPL5) |
| ---------------------------------------------- | ---------------------------------------------- | ---------------------------------------------- | ---------------------------------------------- |
| 22. April                                      | UHK Krems 8 Feichtinger                        | 34 : 25 ( 17 : 10 )                            | SG Handball Westwien 7 Katic                   |
| 26. April                                      | SG Handball Westwien 6 Pratschner              | 25 : 26 ( 11 : 16 )                            | UHK Krems 7 Jochmann, Führer, Feichtinger      |
| Endstand in der Serie: 2:0                     |                                                |                                                |                                                |

### HLA Halbfinale
Für das Halbfinale sind die Sieger des Viertelfinales qualifiziert. Die Sieger des Halbfinales ziehen in das Finale der HLA ein.
| Handballclub Fivers Margareten (OPL1) – UHK Krems (OPL4) | Handballclub Fivers Margareten (OPL1) – UHK Krems (OPL4) | Handballclub Fivers Margareten (OPL1) – UHK Krems (OPL4) | Handballclub Fivers Margareten (OPL1) – UHK Krems (OPL4) |
| -------------------------------------------------------- | -------------------------------------------------------- | -------------------------------------------------------- | -------------------------------------------------------- |
| 14. Mai                                                  | Handballclub Fivers Margareten 10 Haunold                | 25 : 30 ( 14 : 19 )                                      | UHK Krems 7 Simek                                        |
| 19. Mai                                                  | UHK Krems 10 Jochmann                                    | 35 : 37 ( 18 : 19 )                                      | Handballclub Fivers Margareten 7 Haunold                 |
| 24. Mai                                                  | Handballclub Fivers Margareten 14 Haunold                | 43 : 44 ( 38 : 38, 33 : 33, 30 : 30, 13 : 13 )           | UHK Krems 9 Simek                                        |
| Endstand in der Serie: 1:2                               |                                                          |                                                          |                                                          |

| Alpla HC Hard (OPL2) – HC Linz AG (OPL6) | Alpla HC Hard (OPL2) – HC Linz AG (OPL6) | Alpla HC Hard (OPL2) – HC Linz AG (OPL6) | Alpla HC Hard (OPL2) – HC Linz AG (OPL6)         |
| ---------------------------------------- | ---------------------------------------- | ---------------------------------------- | ------------------------------------------------ |
| 14. Mai                                  | Alpla HC Hard 6 Raschle, Predragović     | 28 : 20 ( 14 : 12 )                      | HC Linz AG 4 Hermann, Kislinger, Fižuleto, Babić |
| 19. Mai                                  | HC Linz AG 7 Fižuleto                    | 25 : 26 ( 13 : 14 )                      | Alpla HC Hard 7 Schmid                           |
| Endstand in der Serie: 2:0               |                                          |                                          |                                                  |

### HLA Finale
| Finale: Alpla HC Hard (OPL2) – UHK Krems (OPL4) | Finale: Alpla HC Hard (OPL2) – UHK Krems (OPL4) | Finale: Alpla HC Hard (OPL2) – UHK Krems (OPL4) | Finale: Alpla HC Hard (OPL2) – UHK Krems (OPL4) |
| ----------------------------------------------- | ----------------------------------------------- | ----------------------------------------------- | ----------------------------------------------- |
| 28. Mai 2022, 20:20 Uhr                         | Alpla HC Hard 7 Schmid                          | 30 : 31 ( 27 : 27, 16 : 15 )                    | UHK Krems 5 Jochmann                            |
| 4. Juni 2022, 20:20 Uhr                         | UHK Krems 8 Simek                               | 28 : 26 ( 12 : 14 )                             | Alpla HC Hard 10 Horvat                         |
| Endstand in der Serie: 0:2                      |                                                 |                                                 |                                                 |

## Abstiegsrunde
Die nach dem Grunddurchgang auf den Plätzen 9–12 platzierten Teams bestreiten die Abstiegsrunde, wobei jedes Team die Hälfte der im Grunddurchgang erzielten Punkte mitnimmt. In der Abstiegsrunde spielen die Teams erneut jeder gegen jeden und somit weitere 6 Runden. Der Letztplatzierte nach dem Ende der Abstiegsrunde sollte eigentlich in die HLA CHALLENGE absteigen, da keine Mannschaft aufsteigen wollte verblieben alle Teams in der ersten Liga.
|                   | Verein               | R | S | U | N | Tore    | Diff. | Punkte |
| ----------------- | -------------------- | - | - | - | - | ------- | ----- | ------ |
| 1.                | BT Füchse            | 5 | 3 | 0 | 2 | 131:130 | +1    | 13:4   |
| 2.                | SC Ferlach           | 5 | 4 | 0 | 1 | 138:125 | +13   | 12:2   |
| 3.                | JAGS Vöslau          | 5 | 2 | 0 | 3 | 118:120 | -2    | 8:6    |
| 4.                | HSG Bärnbach/Köflach | 5 | 1 | 0 | 4 | 112:124 | -12   | 5:8    |
| Stand: 19.05.2022 |                      |   |   |   |   |         |       |        |

|  | Abstieg |

## Spielstätten
Die Spielstätten sind nach Kapazität der Stadien geordnet.
| Verein                         | Stadion                                   | Kapazität |
| ------------------------------ | ----------------------------------------- | --------- |
| HSG Graz                       | Raiffeisen Sportpark Graz                 | 3000      |
| Alpla HC Hard                  | Sporthalle am See                         | 2280      |
| Bregenz Handball               | Sporthalle Rieden-Vorkloster              | 1600      |
| UHK Krems                      | Sport • Halle • Krems                     | 1428      |
| Handballclub Fivers Margareten | Sporthalle Margareten                     | 1200      |
| HC Linz AG                     | Sport-Neue Mittelschule Linz Kleinmünchen | 1200      |
| SG Handball Westwien           | BSFZ Südstadt                             | 1200      |
| HSG Bärnbach/Köflach           | Sporthalle Bärnbach                       | 1076      |
| BT Füchse                      | Hannes Bammer Halle                       | 1000      |
| Handball Tirol                 | Osthalle Schwaz                           | 1000      |
| SC Ferlach                     | Ballspielhalle Ferlach                    | 800       |
| Jags Vöslau                    | Thermenhalle Bad Vöslau                   | 800       |